# Rock de Latinoamérica
El rock de Latinoamérica, que no debe ser confundido con el género rock latino, es el término usado por los especialistas para designar a la música rock que se ha hecho en Hispanoamérica, el Caribe de habla no española, Brasil y en la comunidad latina de los Estados Unidos. Este término abarca más que rock en español realizado en Hispanoamérica ya que no discrimina a las bandas que interpretaban en inglés como La Revolución de Emiliano Zapata de México así como al rock de Brasil, el ska jamaiquino o la soca caribeña.
Este artículo no está referido al rock que se realiza en cada país iberoamericano, sino a la música rock iberoamericana que ha alcanzado un nivel de difusión tal que, traspasando las fronteras de su propio país de origen, se ha instalado como parte de un fenómeno musical-cultural internacional.

## Los años 1960: prehistoria y brotes aislados
Las primeras manifestaciones de una rocka iberoamericana se generaron en la región que integran México y California (Estados Unidos).
Por un lado apareció el hit mundial de "La Bamba", adaptación de una canción tradicional mexicana realizada por Ritchie Valens, alías del californiano-chicano Ricardo Valenzuela que originó el llamado rock chicano, del que emergerían luego figuras mundiales como Carlos Santana y Chris Montez. La repentina muerte de Valens en un accidente de aviación, truncó la posibilidad de que existiera una figura latina desde el origen mismo de mainstream del rock internacional. En el Perú, el grupo "Los Saicos" crea el punk, destacando entre sus temas Demolition.
Simultáneamente en Uruguay, México, Brasil y Argentina comienzan a aparecer figuras locales que interpretan rock and roll. Pero fue en México por su cercanía con Estados Unidos, donde se produjo el primer "boom", con el apoyo de la radio, la televisión, las compañías discográficas, la prensa, el cine y sobre todo el público. Luego del éxito temprano de Gloria Ríos, surgieron una serie de agrupaciones como Los Teen Tops, Los Locos del Ritmo, Los Sinners, Los Blue Caps, Los Black Jeans, Los Glitters, Los Hooligans, Los Loud Jets, Los Crazy Boys, Los Rebeldes del Rock, Los Apson, Los Reno, Los Boppers, Los Spitfire. Los Gibson Boys y muchísimos otros.
Existe una polémica sobre la verdadera relevancia de esta época para las décadas posteriores. Algunos dicen que lo único que fueron es convertirse en productores de refritos, es decir, ponerle letras en castellano a los hits de los rocanroleros estadounidenses Elvis Presley, Chuck Berry, Bo Diddley, Little Richard, Jerry Lee Lewis, Buddy Holly o Fats Domino.
El argentino Kay Galifi, uno de los integrantes de la banda Los Gatos, se refiere así al momento en que le apareció la pasión por el rock, cuando la banda mexicana Los Teen Tops se encontraban de gira en Argentina, en 1962:

(Fue) allá en Rosario. Bueno, una vez oyendo radio en el comercio de mi papá escuché un grupo mexicano... Los Teen Tops, exactamente. Cuando oí aquel sonido de Strato, quedé loco y enajenado. El timbre era brillante. Fui a verlos tocar en el auditorio de la radio. No conseguí. Había mucha gente. Conseguí verlos después en un club. Cuando vi a los tipos tocando en el escenario, todo aquel clima, enloquecí y pensé: "es eso lo que yo quiero". Entonces le hice unos agujeros a mi guitarra, le puse dos cositas, un pedazo de hilo y pasé a tocarla como si fuese una guitarra eléctrica.

Luego aparecieron Sandro (quién terminaría desarrollando una versión latina de Elvis fusionada con la música romántica y una base roquera, que daría origen a la balada romántica) y el Club del Clan en Argentina, cantando en español; Roberto Carlos y su Joven Guardia en Brasil cantando en Portugués; Los Shakers en Uruguay; y Los Flippers en Colombia.
Debido a la influencia de Los Beatles, a mediados de los años 1960 aparece uno de los movimientos más populares denominado "La Nueva Ola", que era un estilo que seguía el merseybeat combinado con la canción italiana, e inclusive, bolero. Bandas como Los Iracundos o Los Ángeles Negros serían las más notables. En la medida que la influencia psicodélica se hacía más presente, las bandas empezaron a incursionar en nuevos experimentos que podía ir desde la estética, la música o la vestimenta.
En Argentina, el éxito entre la juventud de La Balsa, interpretada por Los Gatos en 1967, se masificó lo que dio en llamarse «rock nacional» abriendo camino a una generación de bandas y músicos de gran popularidad entre el público juvenil, como Manal, Almendra, Arco Iris, Moris, Vox Dei, Los Abuelos de la Nada, Tanguito, Los Náufragos, Banana, seguidos luego por otras como Pescado Rabioso, Color Humano, Aquelarre, Pappo's Blues, Billy Bond y La Pesada del Rock and Roll y Sui Generis.
En Brasil, desde 1967 Caetano Veloso, junto con Gilberto Gil, Gal Costa, Rita Lee y Os Mutantes, dieron forma al "Tropicalismo", uno de los movimientos más originales de la época, donde se trata de modelar una nueva forma de hacer música brasileña a partir de la influencia del rock.
En Colombia, estaban Los Flippers, Los Yetis y The Speakers como grupos más destacados. El álbum En el maravilloso mundo de ingeson es considerado como obra maestra de la psicodelia latinoamericana.
En Uruguay, aparece El Kinto y luego Tótem, con el candombe-rock, y en Chile, Los Jaivas se convierten en los forjadores del rock con tintes andinos.
En México, Los Ovnis, Los Monjes, El Klan, Los Reos, Los Yaki con Benny Ibarra, Los Babys, Los Johnny Jets, Los Hitters, Los Rockin Devils, sorprenden con composiciones originales y garageras y aparece lo que se denominó "la Onda", con Javier Bátiz, Raul Hitler, Kaleidoscope (banda), Reinaissance (banda), Los Dug Dugs, Love Army, Soul Force, Three Souls In My Mind, Tequila (banda) y Last Soul Division, donde la gran mayoría cantaba en inglés. La banda Pop Music Team cuyo líder Jorge Berry presentó un álbum el cual fue censurado por la rudeza de sus canciones en español, pero su versión en inglés no fue suspendida. Estaba muy reciente la matanza de Tlatelolco en 1968 con letras muy agresivas.
Se quisieron emular a Woodstock y los grandes festivales como Monterrey Pop o Isla de Wight. En la capital Argentina se hacían los B.A. Rock (Buenos Aires Rock); en la capital Mexicana el Festival Rock y Ruedas de Avándaro que fue por muchos años el máximo festival de Iberoamérica en tamaño y asistencia y un gran parteaguas en la historia contemporánea de México, y en Caracas el Festival del Parque del Este (donde para entrar había que llevar solamente una flor). Todo eso chocó con una sociedad donde veía a los roqueros como drogadictos y una juventud alienada y caótica se veía emerger. Las políticas dictatoriales, ya sean de izquierda o derecha, reprimieron estos focos de diversas maneras, hasta el punto donde en la mayoría de países se detuvo el desarrollo del rock por ese entonces.

## Años 1970: retroceso y severa represión
Los años 1970 fueron una década muy difícil, pero muchos artistas se adaptaron a los tiempos, ya sea tomando posturas menos encausadas o simplemente volver al concepto minimalista de solo la música y nada más. Esa fórmula les sirvió a 2 artistas argentinos que harían una discografía prolija en distintas bandas durante esos años: Charly García y Luis Alberto Spinetta. En México se cuentan por decenas los grupos a inicios de la década del 70, entre los más importantes La Revolución de Emiliano Zapata, The Dugs Dugs], 39.4, El Ritual (banda), Enigma (banda), Náhuatl, Nuevo México (banda) y el importantísimo Three Souls In My Mind, Peace and Love, Ciruela, Bandido, La Tribu, Cosa Nostra, El Amor, La Pipa de la Paz, The Soles Brass, La Tinta Blanca, Toncho Pilatos. En Colombia la banda más destacada fue Génesis del músico Humberto Monroy, que mezcló los sonidos andinos de su país con el rock. En Uruguay las bandas más destacadas fueron Días de Blues y Psiglo . 
Influenciados por los diferentes movimiento internacionales: el fenómeno Punk, la New Wave, el Postmodernismo, etc., con bandas como The Clash, Sex Pistols, The Cure, The Police, The B-52's, Talking Heads, Devo, Depeche Mode y muchos más, en los países iberoamericanos surgen una serie de bandas a la saga del sonido del Nuevo Rock.

## Años 1980: el primer estallido
El especialista Gregorio Montiel Cupello afirma lo siguiente, respecto a ese tiempo: 

Muchos de los rockeros argentinos firman con las transnacionales y esto les garantiza distribución Latinoamericana. Por su parte, el Rock Español comienza a hacer otro tanto y apuesta a Latinoamerica para expandirse. Ambos movimientos ya presentan propuestas sólidas, interesantes, bien grabadas, etc. Así, una serie de profesionales de la comunicación social (prensa, radio y t.v.) comienza a interesarse progresivamente en el fenómeno de un Nuevo Rock Iberoamericano con grupos buenos, incluso más allá de Argentina y España; y aparece un público que se engancha con esto del Rock Iberoamericano, cantado en nuestros idiomas y acerca de nuestras realidades. Como el caso de Los Prisioneros, por tomar un ejemplo, y la letra de su tema "Latinoamerica es un Pueblo al Sur de Estados Unidos" o el Peruano Miki González y su tema "Puedes Ser Tú" donde se refiere a situaciones de represión estatal, golpes militares y narcoterrorismo. Es decir, música que trata de estar acorde con la realidad de nuestros países y sus actuales situaciones dejando a un lado toda alienación de potencias extranjeras que jamas podrían dar algún tipo de identificación contundente en nuestra juventud.

El rock iberoamericano de los 80 comienza a incorporar sonoridades e instrumentos autóctonos, como sucede con Fito Páez y los aires tangueros de "Giros", las raíces en la samba y la bossa nova de los Paralamas do Sucesso, el Ska y el reggae de Jamaica, el soca trinitario, el zouk martiniqueño, la música negra de Estados Unidos y los sonidos del África madre.
En este orden de ideas es interesante recordar unas declaraciones de Fito Páez para la prensa venezolana en octubre de 1987, cuando produjo el primer disco de Sentimiento Muerto:

Hay un rock que es distinto al sajón porque se vive en otro lugar. No es lo mismo un tipo que vive en Nueva York que otro que vive en Buenos Aires: hay distintos problemas, vas a distintas carnicerías, panaderías, se habla otro idioma, las chicas son diferentes. A eso se le suma que la manera de cantar de los musicos latinos son únicas y muy peculiares en cada región, ya sea en ritmo de funk o de chacarera. No es como dicen por ahí que el rock es imperialista. Éste es un concepto muy de los sesenta, de los libros...

Para fines de la década de 1980 lo que se denominaba indistintamente «rock en tu idioma», «rock en español», «rock nacional» o «rock latino» ya era un fenómeno de masas juvenil internacional que abarcaba al menos Argentina, Brasil, Chile, Colombia, Ecuador, México Perú. En Uruguay surgen importantes bandas como Los Estómagos, Traidores, La Tabaré Banda, El Cuarteto de Nos, etc. Y las Bandas argentinas como Soda Stereo, GIT, Charly García, Fito Páez, Miguel Mateos y Los Enanitos Verdes viajaban por toda América Latina. Los Paralamas do Sucesso de Brasil tocaban en Uruguay, Argentina, Chile, Paraguay y España. Y los discos de Los Prisioneros y de UPA de Chile eran editados en Perú y Colombia.

## Años 1990: una juventud iberoamericana roquera
La década de 1990 consolidó el estallido del rock iberoamericano como fenómeno internacional juvenil masivo. Las bandas comenzaron a desarrollar nuevos sonidos, experimentando con fusiones de todo tipo, sin abandonar la pretensión de llegar a cada vez mayor cantidad de jóvenes. Entre los ejemplos más notables se encuentran, Soda Stereo con sus poderosas letras y potente música siendo una de las bandas más influyentes dentro de la escena del rock no solo en Latinoamérica sino a nivel internacional y Café Tacuba, con sus notables fusiones de fuentes diversas, que integró toda una generación de notables bandas que dominaron en el plano internacional, como los mexicanos Caifanes y posteriormente Jaguares,  Kenny y los Eléctricos, Quinto Patio, Los amantes de Lola El Tri y Maná quienes dominó el rock en México y abrió las puertas a todos los grupos que le siguieron del rock mexicano, en México es considerada como la banda más influyente e importante del país. Caifanes también fue de las bandas más importantes del rock en español junto con Soda Stereo y Héroes del Silencio. Por Chile Los Tres, La Ley y Lucybell eran oídos en ya gran parte del continente; y por Colombia los Aterciopelados. En Perú causaba furor la banda Arena Hash y aparecía la banda Libido.
En Cuba se dio por primera vez un movimiento roquero que estuvo liderado por varias bandas que tocaban en el espacio alternativo denominado El Patio de María, para los noventa, la tercera Generación de la Nueva Trova combinó la trova con géneros de la música tradicional cubana como con géneros internacionales, entre ellos el grunge, destacan en esta época los grupos roqueros Garage H, Havana, Lucha Almada y Athanai, este último influyó en el futuro desarrollo del rock cubano con su álbum Séptimo Cielo. También existieron bandas de rock que se fusionaron con las balada romántica de los noventa y que causaron un éxito masivo en varias regiones de la América Latina de los noventa, como por ejemplo la banda Xantos Jorge de Panamá. 
En esta década también comienzan a instalarse ámbitos comunes para el rock iberoamericano, como la aparición del Premio Latino dentro de los Premios MTV, primero, y luego (ya en los años 2000) la organización de los Premios MTV Latino.

## Los años 2000: la invasión«latina»
La primera década del siglo XXI ha visto como tanto el rock como el pop iberoamericano comenzaron a ocupar primeros planos mundiales de manera sistemática y ya no solo como productos exóticos para la cultura anglosajona.
Fenómenos como los Premios Oscar que fueron ganados por en el uruguayo Jorge Drexler en 2005 con la canción "Al otro lado del río" de la película "Diarios de motocicleta", (2006/2007) ganados por el roquero argentino Gustavo Santaolalla, o la popularidad de la banda mexicana Jaguares a nivel internacional, señalan que el rock iberoamericano ha dejado definitivamente de ser una manifestación local del rock, para afianzarse como una corriente internacional autónoma.
Simultáneamente, la música rock "latino-caribeña" en inglés, ha crecido en la consideración del público juvenil internacional, con grupos como The Fugees o géneros como la soca, influyendo asimismo poderosamente en las nuevas composiciones que va desarrollando el rock mundial.
El fenómeno no puede ser desconectado de un fenómeno similar (o mayor) para el pop latino, con estrellas globales como la colombiana Shakira, el boricua Ricky Martin o la banda Rock Pop Maná, ni de las implicancias culturales del proceso de latinoamericanización de Estados Unidos, que ha generado un enorme mercado internacional para la música iberoamericana.